# Scoutisme en république du Congo
Le scoutisme en république du Congo débute en 1927 et a pris de l'ampleur jusqu'en 1965. Pour des raisons d'ordre politique, il a connu un coup d'arrêt à cette date pour reprendre en 1990 à l'occasion de la conférence nationale qui a de nouveau autorisé le libre mouvement associatif. C'est ainsi que les associations ont repris les activités pour certaines et sont nées pour d'autres.
Dans la perspective d'œuvrer ensemble, cinq associations se sont organisées en Conseil du scoutisme congolais :
- L'association des scouts et guides du Congo, d'obédience catholique, pour sa branche masculine;
- L'association des Éclaireurs Kimbaguistes du Congo, d'obédience Kimbanguiste;
- L’association des Éclaireurs Pluralistes du Congo, laïque;
- L’association des Éclaireurs salutistes du Congo (ESC), d’obédience salutiste;
- l’association des Éclaireurs Unionistes du Congo, d’obédience évangélique.
- l'association des Éclaireurs et Éclaireuses Missionnaires du Congo; d'obédience Cercle Religieux des saints missionnaires

L'association des Scouts et Guides du Congo est membre observatrice à l'association mondiale des Guides et Éclaireuses pour sa branche féminine.
Depuis le mois de juillet 2011, le Conseil du Scoutisme Congolais a laissé la place au mouvement du Scoutisme Congo. Lors de l'Assemblée générale constitutive, tenue à Brazzaville du 1er au 2 juillet, neuf associations scoutes se sont mis ensemble pour former le Mouvement du Scoutisme Congolais. Un pas important est franchi par les associations en devenant des sensibilités et non des associations. Désormais, la dynamique scoute au Congo compte:
- La sensibilité catholique, représentée par l'Association des Scout et guides du Congo;
- La sensibilité évangélique, représentée par les Eclaireurs Unionistes du Congo;
- La sensibilité kimbaguiste, représentée par les Eclaireurs Kimbangistes du Congo;
- La sensibilité laïque, représentée par les Eclaireurs Communautaires du Congo, les Eclaireurs Du Congo et les Eclaireurs Neutres du Congo;
- La sensibilité lassiste, représentée par les Eclaireurs D'Afrique;
- La sensibilité Louzolo - Amour OPH, représentée par les Eclaireurs Louzolo Amour;crée en 1991
- La sensibilité salutiste, représentée par les Eclaireurs Salutistes du Congo.
- La Sensibilité CRSM ,  représentée par les  Éclaireurs et Éclaireuses Missionnaires du Congo